# Pink Friday
Pink Friday is het debuutalbum van Nicki Minaj. Het is op 19 november 2010, door Young Money Entertainment, Cash Money Records en Universal Motown uitgebracht. 
Haar muziek bevat hiphop, R&B en popstijlen. Het album kwam binnen op de tweede plaats van de Amerikaanse hitlijsten en behaalde in Amerika de platina status. Van alle nummers van haar eerste album heeft ze zelf muziek en raps geschreven. 
Het album werd gepromoot met zeven singles, waaronder internationale hits "Super Bass" en "Fly", en de Amerikaanse Hot 100 hits "Your Love", "Right Thru Me", en "Moment 4 Life". Nicki Minaj heeft Pink Friday ook promotioneel ondersteund met een vijfdaagse tournee in oktober 2010. 
Van het album Pink Friday werden 375.000 exemplaren verkocht in de eerste week. Het album uiteindelijk bereikte nummer een en bracht 39 weken in de charts. Begin februari 2012 waren al 1.774.000 exemplaren in de Verenigde Staten verkocht.

## Tracklist
| Nr. | Titel                                 | Duur |
| --- | ------------------------------------- | ---- |
| 1.  | I'm the Best                          | 3:37 |
| 2.  | Roman's Revenge (met Eminem)          | 4:38 |
| 3.  | Did it On'em                          | 3:32 |
| 4.  | Right Thru Me                         | 3:56 |
| 5.  | Fly (met Rihanna)                     | 3:32 |
| 6.  | Save Me                               | 3:05 |
| 7.  | Moment 4 Life (met Drake)             | 4:39 |
| 8.  | Check It Out (met will.i.am)          | 4:11 |
| 9.  | Blazin' (met Kanye West)              | 5:02 |
| 10. | Here I Am                             | 2:55 |
| 11. | Dear Old Nicki                        | 3:53 |
| 12. | Your Love                             | 4:05 |
| 13. | Last Chance (met Natasha Bedingfield) | 3:51 |
| 14. | Super Bass                            | 3:21 |
| 15. | Blow Ya Mind                          | 3:42 |
| 16. | Muny                                  | 3:47 |
| 17. | Wave Ya Hand                          | 3:01 |
| 18. | Catch Me                              | 3:56 |